# Talegalla
Talegalla är ett släkte med fåglar i familjen storfotshöns inom ordningen hönsfåglar med tre arter som förekommer på Nya Guinea:
- Rödkindad buskhöna (T. jobiensis)
- Rödnäbbad buskhöna (T. cuvieri)
- Svartnäbbad buskhöna (T. fuscirostris)